# Puente de Ixtla
Puente de Ixtla est un municipio du Morelos au Mexique.

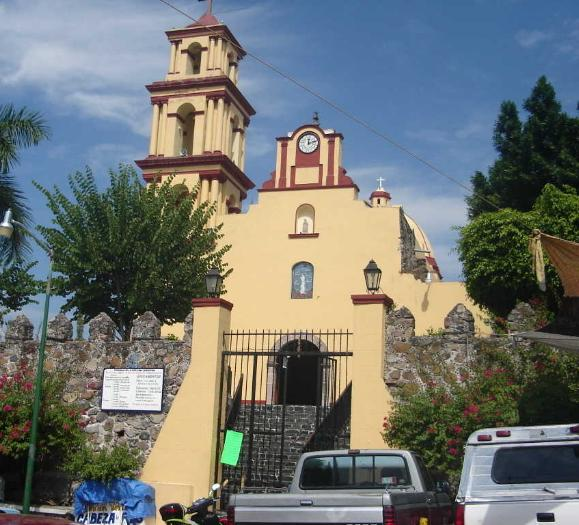
Église de Puente de Ixtl

## Origine du nom
Puente signifie pont en espagnol du pont en pierres construit au XVIe siècle.

Ixtla provient du nahuatl Itztla. Itz = "obsidienne" et tla = "abondance" donc : "lieu où abonde l'obsidienne".

## Histoire de Puente de Ixtla
Puente de Ixtla appartint à la seigneurie de Cuernavaca et fut donc tributaire des Aztèques.
Le village était situé sur la route allant d'Acapulco à Mexico.
À la création du Morelos en 1869, Puente de Ixtla était l'un des municipios déjà existants.
12 juillet 1871 : annexion des villages de Xoxocotla, Tehuixtla et de la hacienda de San José Vista Hermosa ; plus tard, Xoxocotla fut rattachée au municipio de Jojutla.
Entre 1913 et 1914, la population de Puente de Ixtla fut évacuée du fait de la Révolution.